# براندن روبنسون

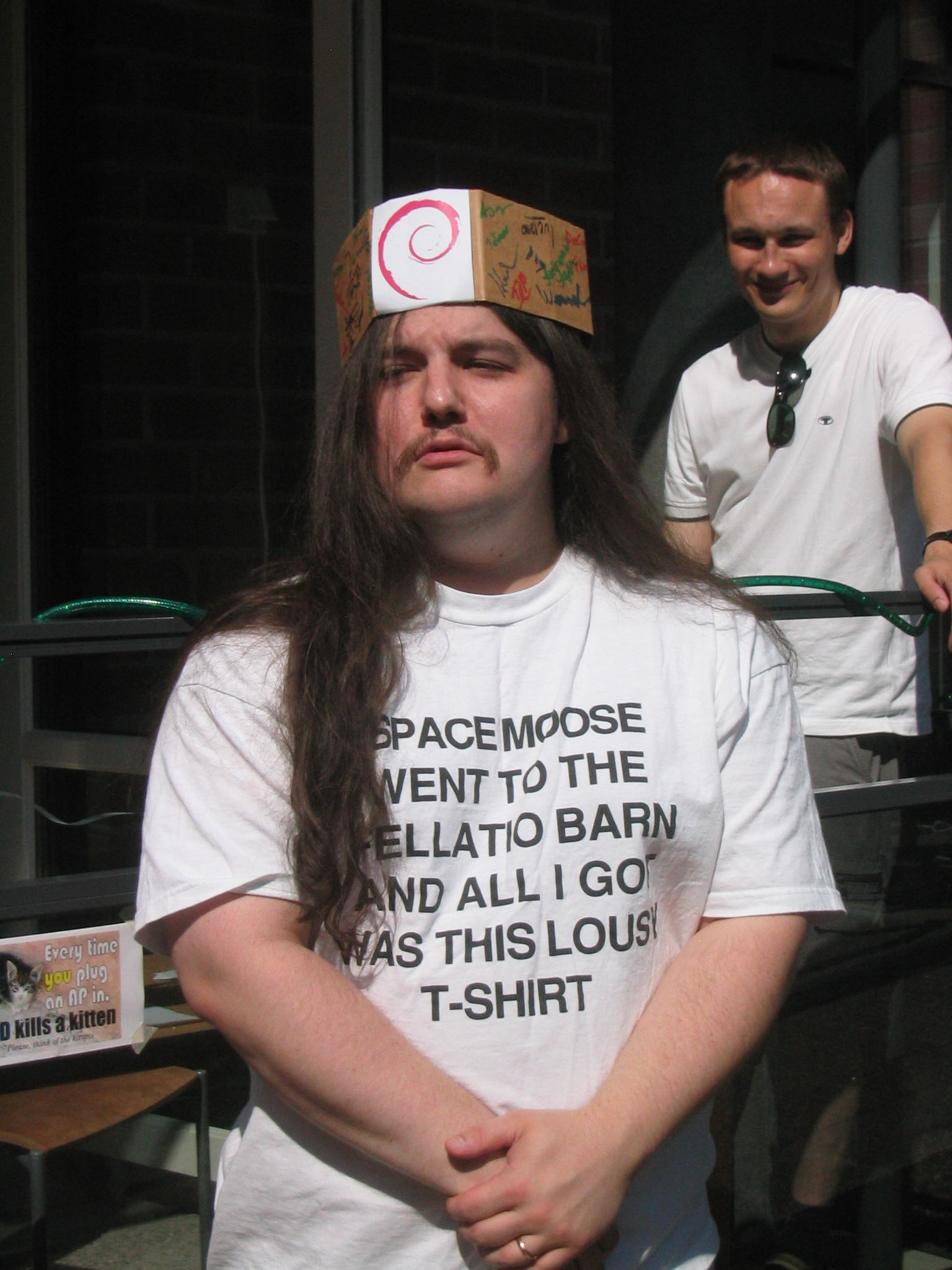
براندن روبنسون

براندن روبنسون (بالإنجليزية: Branden Robinson)‏ هو مطور في دبيان, والمعروف بمساهماته بتحزيم نظام النافذة اكس. تولى منصب قائد مشروع دبيان في الفترة من أبريل 2005 إلى أبريل 2006.